# Bertus Caldenhove

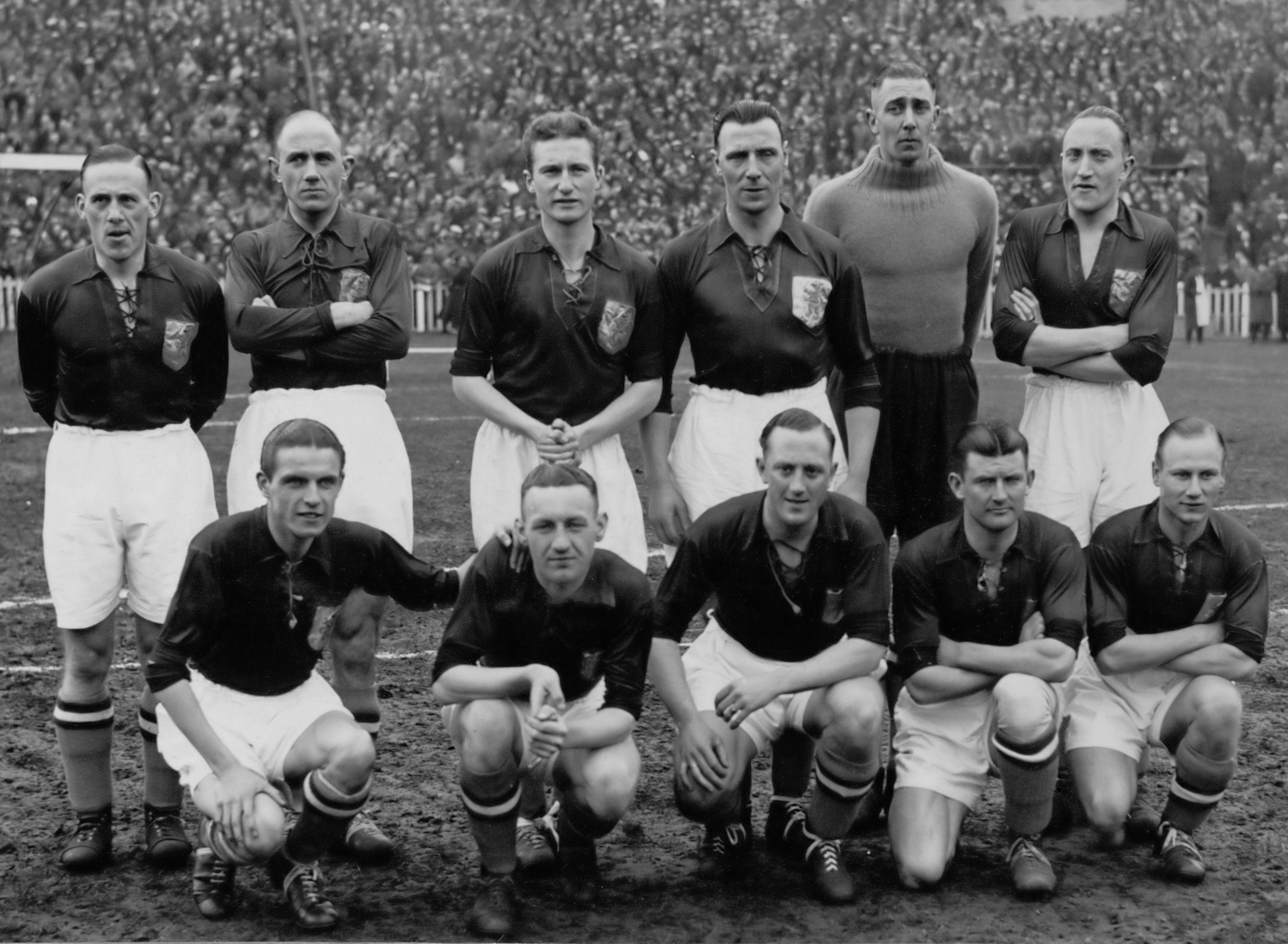
Die niederländische Nationalmannschaft (1938): Caldenhove stehend, 2. von links

Bernardus Joannes „Bertus“ Caldenhove (* 19. Januar 1914 in Amsterdam, Niederlande; † 30. Juli 1983 ebenda) war ein niederländischer Fußballspieler. Er spielte für den Amsterdamer Verein DWS und kam 25-mal in der Nationalmannschaft zum Einsatz.

## Karriere

### Verein
Der etatmäßige Linksverteidiger Caldenhove spielte mit 17 Jahren erstmals in der ersten Mannschaft von DWS. Schon ein Jahr später wurde er Mannschaftskapitän bei dem Verein, dem er sein ganzes Fußballerleben treu blieb. In den Jahren 1935, 1938 und 1939 wurde er mit DWS Meister der Eerste Klasse West, der damals höchsten Spielklasse; in den Endrunden um die Niederländische Meisterschaft konnte sich das Team jedoch nicht durchsetzen.

### Nationalmannschaft
Im Herbst 1934 berief die Auswahlkommission des KNVB Caldenhove erstmals in den Kreis der Nationalmannschaft. Zwei Spiele lang musste er jedoch noch mit dem Platz auf der Ersatzbank vorliebnehmen, ehe er am 31. März 1935 die Position des Ajacieden Jan van Diepenbeek einnahm und somit zu seinem ersten Einsatz im Oranje-Trikot kam. Gegen Belgien gab es im Olympiastadion Amsterdam einen 4:2-Sieg, den Beb Bakhuys nach einem 0:2-Rückstand erst mit drei Toren in der Schlussviertelstunde sicherstellte.
Caldenhove hatte sich mit diesem Match im Team etabliert und hatte auch in den nächsten Spielen einen Stammplatz neben Run van Sjef und später Mauk Weber oder Cor Wilders. Unter anderem stand er beim 6:1-Sieg der niederländischen Amateure über das Profiteam aus Frankreich im Pariser Prinzenparkstadion im Januar 1936, beim 2:2 im Düsseldorfer Rheinstadion gegen die Mannschaft des Deutschen Reichs ein Jahr später, in der erfolgreichen WM-Qualifikation 1937/38 und beim Aus nach Verlängerung gegen die ČSR im Achtelfinale der WM in Frankreich in der Elftal. Trotz des unglücklichen Ausscheidens gegen einen der Favoriten war in diesen Jahren erstmals die Rede von einer „großen“ niederländischen Mannschaft, der neben Caldenhove Spieler von internationalem Format wie Bakhuys, Kick Smit, Leen Vente, Puck van Heel, Torhüter Leo Halle und später der junge Bertus de Harder angehörten. 25 Spiele machte Caldenhove in Folge, im letzten davon war er am 17. März 1940, erneut gegen Belgien, erstmals Mannschaftskapitän, als die Niederländer im Antwerpener Bosuilstadion 1:7 verloren. Zuvor war er bereits Kapitän im Jubiläumsspiel anlässlich des 50-jährigen Bestehens des KNVB am 10. Dezember 1939 in De Kuip, einem 5:2 gegen Belgien, gewesen, das jedoch nicht als offizielles Länderspiel gezählt wird.
Aufgrund einer Knieverletzung konnte er die nächsten zwei Spiele nicht antreten; danach beendete der Einmarsch der Truppen des Deutschen Reichs den Länderspielbetrieb in den Niederlanden. Im Dezember 1940 unterzog Caldenhove sich einer Operation seines lädierten Knies. Caldenhove spielte während des Krieges noch für regionale Auswahlen und war nach dem Krieg noch einige Jahre für DWS aktiv. 1946 wurde er noch mehrere Male in den Kader der Nationalelf berufen, doch zu einem weiteren Einsatz kam er nicht; seinen Stammplatz hatte der fünf Jahre jüngere Henk van der Linden erobert.

## Abseits des Fußballs
Bis zu seinem Tod lebte und arbeitete Caldenhove in seiner Geburtsstadt Amsterdam. Seit Mai 1939 war er verheiratet mit Cor van Alphen. Er war Inhaber eines Tabakwarenladens in der Haarlemmerstraat in Amsterdam.